# مكافحة مرض السرطان في دولة قطر
يُعد السرطان أكثر الأمراض انتشارًا في جميع أنحاء العالم، ولكن دولة قطر والتي ينتشر فيها المرض بصورة لافتة للنظر تعمل على نشر التوعية الفردية والمجتمعية والعالمية للحد من انتشار المرض والوقاية منه، وتنظم برامج لجميع السكان والبالغ عددهم نحو مليونين وثمانمائة الف من خلال الفحوصات الدورية والحث على ممارسة العادات الصحية الجيدة.

## احصاءات
توضح بيانات اعلنت عنها وزارة الصحة القطرية في عام 2016 للمرة الأولى أنه تم تشخيص 1566 حالة سرطان جديدة خلال ذلك العام، يمثل القطريون منها 21%، بمعدل 42% من حالات الإصابة بالسرطان بين الإناث و58% من حالات الإصابة بالسرطان بين الذكور. فيما شخص 1960 حالة سرطان جديدة لعام 2018 ويعتبر سرطان الثدي هو الأكثر شيوعا بمعدل يقرب من 17% من مجمل الحالات من جميع الجنسيات، يليه سرطان القولون والمستقيم بنسبة تقارب 10% . أما بين الإناث القطريات فكان سرطان الثدي الأكثر انتشارا وبنسبة 35 % من مجمل حالات السرطان، ووِفقًا لإحصاءات عام 2016 في منطقة الشرق الأوسط وشمال أفريقيا، تحتل دولة قطر المرتبة الرابعة في الإصابة بسرطان الثدي بمعدل 39 إصابة لكل 100,00 ثم سرطان القولون والمستقيم بنسبة تقل شيئا بسيطا عن 12 %، ثم سرطان الغدة الدرقية بمعدل يفوق قليلا عن 8 %.

## سرطان الأطفال
كشفت الاحصاءات أن سرطان الدم (اللوكيميا) هو الأكثر شيوعا بين الأطفال من الفئة العمرية 0-14 عاما من جميع الجنسيات بما يعادل 43 % من جميع سرطانات الأطفال، تلاه سرطان الدماغ بنسبة تقارب 12 %.
وتم في عام 2016 تشخيص 42 حالة جديدة للسرطان، موزعة بنسبة 38 % من حالات الإصابة بالسرطان بين الأطفال القطريين و62 % من حالات الإصابة بالسرطان بين الأطفال المقيمين، وبمعدل 38 % من حالات الإصابة بالسرطان بين الإناث مقابل 62 % من حالات الإصابة بالسرطان لدى الذكور، فيما تم تشخيص 46 حالة جديدة للسرطان بين الأطفال جميع الجنسيات لعام 2018 .

## سجل وطني
تم إنشاء سجل قطر الوطني للسرطان بوزارة الصحة العامة عام 2014، ليقوم بجمع البيانات إلزاميا من جميع مقدمي الرعاية الصحية من مختلف القطاعات «الحكومية والخاصة»، ويدير السجل ثلاث قواعد بيانات إحداها للإصابات بالسرطان، والأخرى للكشف المبكر، والثالثة لأوقات انتظار التحويل والتشخيص والعلاج.
وتساعد هذه البيانات في وضع خطط واستراتيجيات حيث أسست وزارة الصحة العامة مشروعا أخر اطلقت عليه البرنامج الوطني للسرطان في عام 2011 ويوفر البرنامج الأسس لضمان اتباع نهج وطني تجاه رعاية مرضى السرطان في دولة قطر.
كما بدأ البرنامج بتنفيذ الاستراتيجية وطنية للسرطان 2011كل خمس سنوات 2011 -2016 ثم 2017-2022 وجعلت إنجازات الإستراتيجية الوطنية للسرطان رعاية مرضى السرطان في قطر من بين الأفضل في المنطقة، ولكن لا يزال امام دولة قطر هناك الكثير للقيام به، مع ازدياد عدد السكان وتحسن الوعي بالسرطان وتحديد هويته.

## علاج السرطان في قطر
يتمتع سكان دولة قطر بخدمات طبية متقدمة منها تقديم خدمات علاجية مجانية لمرضى السرطان، وكان المقيمون وهم السكان غير المواطنين يحصلون على تغطية بنسبة 80% من قيمة العلاج، غير ان حكومة دولة قطر  قررت في عام 2018 تغطية 20% المتبقية، ليقدم العلاج للمواطنين والمقيمين مجانا
وتعمل نحو  16 لجنة في مستشفى حمد العام (وهو المستشفى الحكومي الرئيسي في الدولة)على تقييم كل حالة منفردة والطريقة المثلى للعلاج (علاج السرطان)، ولكل لجنة اجتماع أسبوعي، فتقوم بدراسة الحالة بشكل كامل، ومراجعة كل الفحوصات، سواء المخبرية أو الإشعاعية، والتأكيد على أن هذا النوع من العلاج هو الأنسب للمريض، كما أن كل لجنة تستند إلى أحدث ما توصل إليه الطب في ما يتعلق بفرع السرطان الذي يقوم على علاجه)
وتتميز دولة قطر بوجود برنامج وطني للكشف المبكر عن سرطاني الثدي والامعاء يتم من خلاله الفحص بشكل دوري للسيدات من الفئة العمرية (45-69 عاما) للتأكد من خلوهم من سرطان الثدي وكذلك الحال للأشخاص من الفئة العمرية (50-74 عاما) للفحص والتأكد من خلوهم من سرطان الأمعاء.

## ابحاث
تمول جامعة قطر من خلال ثلاث كليات ابحاثا عديدة واختبارات لتحسين التشخيص وتحديد الأدوية التي ستحقق الفائدة الأكثر للمرضى. وتؤكد اختبارات تطبيقية قيمتها السريرية، فكلية الصيدلة في جامعة قطر أجرت أبحاث عديدة للسرطان على المستوى الوطني والإقليمي والدولي. وقام  علماء وأساتذة في الكلية بإجراء أبحاث تطبيقية بهدف فهم أفضل للآليات الجزيئية لبدء السرطان وتطوره وخاصة دور الخلايا الجذعية السرطانية، تصميم وتركيب أنظمة توصيل أدوية محددة وفعالة، واكتشاف عقاقير طبيعية جديدة مضادة للسرطان، وتحسين النتائج الصحية المتعلقة بالسرطان والعبء الاقتصادي على الحكومة
فيما أجرت كلية العلوم الصحية وبناء على بيانات من قطر بيوبنك، دراسة وجدت أن مرضى السكري الذين يتناولون أدوية من بينها الأنسولين للسيطرة على نسبة الجلوكوز في الدم يتناولون الأطعمة الغير صحية فإن هذه العادة السيئة تعرضهم لخطر الإصابة بالسرطان.
بينما استخدم  باحثون بعلم الوراثة بكلية الطب بجامعة قطر نهج علم الأحياء لتحديد الجينات الغير المنظمة المشتركة من بين عدد كبير من الدراسات، لاستكشاف شبكاتها الجزيئية وتحديد البروتينات المحورية الرئيسية، تم من خلالها تحديد  قائمة بأدوية قابلة لإعادة استخدامها بما في ذلك كامبتوثيسين، وبروميد نيوستيغمين، التي يمكن استخدامها لاستهداف الجينات الغير المنظمة المشتركة، وتم بشكل عام تسليط  الضوء على الجينات الحرجة المرتبطة بسرطان القولون والمستقيم وإعادة استخدام الأدوية لمحاربته
أما باحثو علم الأحياء الجزيئي الخلوي بكلية الطب فقد كشفوا عن خطورة فيروسات الورم الحليمي وعلاقتها بالسرطان حيث بات من المعروف جيدًا أن فيروسات الورم الحليمي البشري عالية الخطورة هي السبب الرئيسي لسرطان عنق الرحم، ومع ذلك فإن دورها في سرطان الثدي البشري غير واضح. وتم في  مختبرات كلية الطب  اكتشاف  وجود هذه الفيروسات ودورها في سرطان الثدي البشري، ووجدوا  أن هذه الفيروسات عالية الخطورة «فيروس الورم الحليمي البشري» موجود في حوالي 50% من عينات سرطان الثدي البشري من مختلف الدول بما في ذلك قطر ولبنان وسوريا وكندا. ويرتبط وجودهم بنمط ظاهري للورم عالي الجودة، وتشير دراسات نشرتها كلية الطب  إلى أنه يمكن استخدام لقاحات فيروس الورم الحليمي البشري لمنع تطور أنواع معينة من سرطانات الثدي البشرية. سرطان الثدي السلبي الثلاثي الذي يفتقر إلى التعبير عن مستقبلات هرمون الاستروجين والبروجستيرون وبروتينات الجين الورمي ومستقبل عامل نمو البشرة لدى البشر، ويعتبر هذا النوع عدواني للغاية مع خيارات العلاجات المحدودة والغير فعالة. وهكذا طورت مجموعات مشتركة من كليات الصيدلة والطب في جامعة قطر دواء جديدًا ضد هذا النوع الفرعي من السرطان يعتمد على الكالكون، والذي تم تسجيل براءة اختراعه في الولايات المتحدة الأمريكية، ونشر في المجلة الأوروبية للكمياء الطبية. ونشر هذا العمل المخبري في الكثير من المجلات والصحف العالمية

## البقاء على قيد الحياة
اثمرت العناية الفائقة بمرضى السرطانات واستجلاب احدث الادوية العالمية المتوفرة على ارتفاع  نسب البقاء على قيد الحياة للمرضى في دولة قطر، فقد وصلت النسبة إلى 89% لسرطان الثدي، و69% لسرطان القولون والمستقيم و67% لسرطان الدم، وأخيرا 90% لسرطان الغدة الدرقية. وتعكس هذه النسب العالية للبقاء على قيد الحياة للمصابين، القدرات العلاجية لدى القطاع الصحي في دولة قطر، ويتم استخدام  بيانات عام 2016 كنقطة مرجعية لتقييم البرنامج الوطني للكشف المبكر عن سرطاني الثدي والأمعاء والذي انطلق في نفس ذلك العام.